# 1918 год в кино

## Фильмы

### Мировое кино

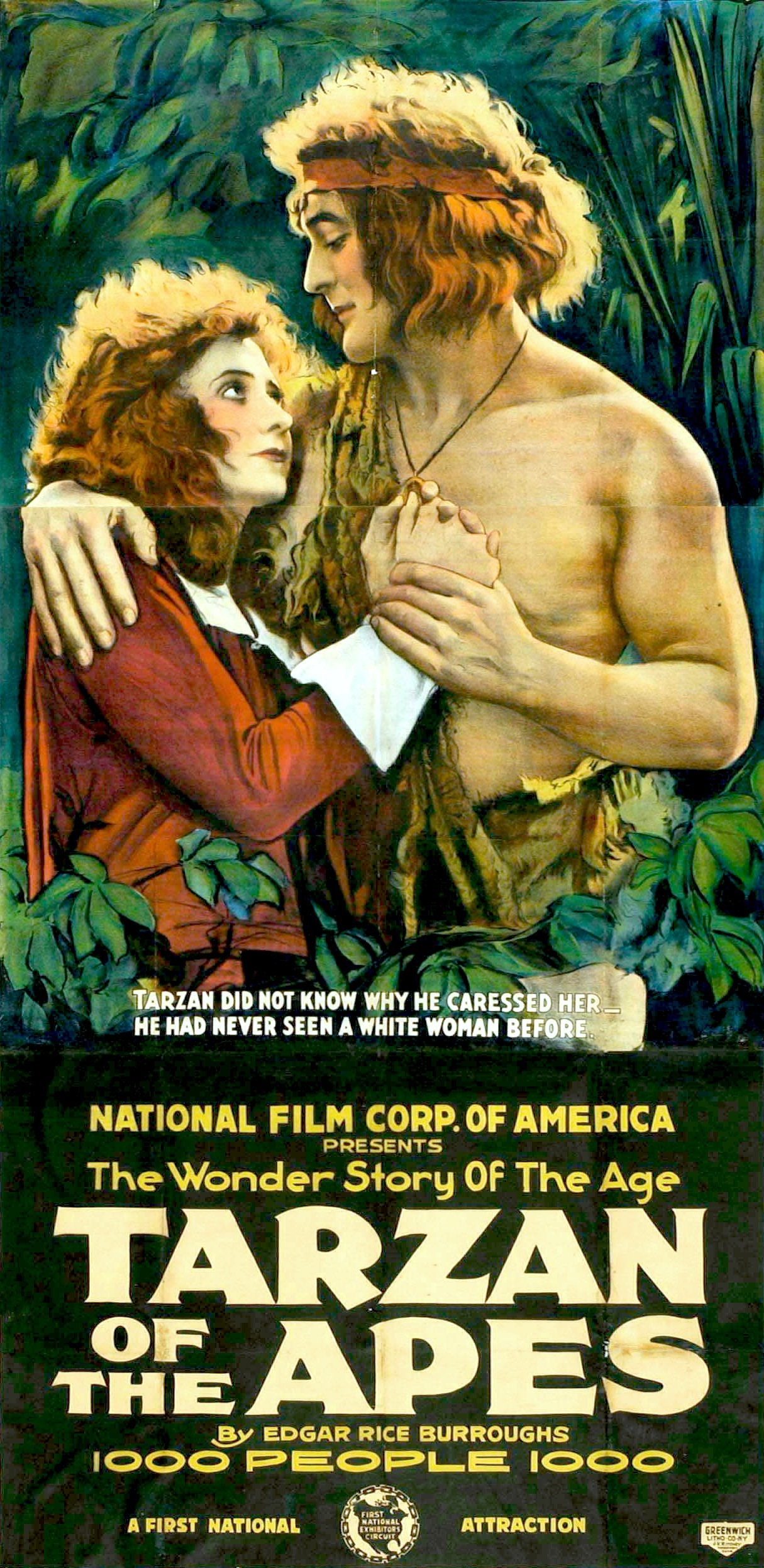
фильм «Тарзан, приёмыш обезьян»

- «Горный Эйвинд и его жена»/Berg-Ejvind och hans hustru, Швеция (реж. Виктор Шёстрём)
- Жёлтый билет /Der gelbe Schein, Германия (реж. Юджен Иллес, Виктор Янсон, Пол Л. Стайн)
- «Мои четыре года в Германии»/My Four Years in Germany, США (реж. Уильям Най)
- «На плечо!»/Shoulder Arms, США (реж. Чарли Чаплин)
- «Облигация»/The Bond (другое название Charlie Chaplin in a Liberty Loan Appeal), США (реж. Чарли Чаплин)
- «С утра пораньше»/Bright and Early, США (реж. Чарли Чейз)
- «Саломея»/Salomé, США (реж. Гордон Эдвардс)
- «Собачья жизнь»/A Dog’s Life, США (реж. Чарли Чаплин)
- «Тарзан, приёмыш обезьян»/Tarzan of the Apes, США (реж. Скотт Сидней)
- «Тройная неприятность»/Triple Trouble (другое название Charlie’s Triple Trouble), США (реж. Чарли Чаплин)

### Российское кино
- Бал Господень/К богу на бал (реж. Виктор Туржанский)
- Барышня и хулиган (реж. Владимир Маяковский, Евгений Славинский)
- Бегуны/Иже не имате ни града, ни села, ни дому (реж. Александр Чаргонин)
- Богатырь духа/Паразиты жизни (реж. Яков Протазанов)
- Горничная Дженни (реж. Яков Протазанов)
- Дармоедка/Наложница помещика (реж. Александр Ивановский, Александр Волков)
- Девьи горы/Легенда об антихристе (реж. Юрий Желябужский, Александр Санин)
- Живой труп (реж. Чеслав Сабинский)
- Закованная фильмой (реж. Никандр Туркин (Алатров))
- Золотая осень (реж. Александр Ивановский)
- Калиостро/Лжемасоны (реж. Владислав Старевич)
- Катастрофа власти (реж. Евгений Славинский)
- Красная заря/Мисс Кэтти (реж. Пётр Чардынин)
- Любовь, одна любовь... (реж. Владислав Старевич)
- Малютка Элли/Бездна жизни (реж. Яков Протазанов)
- Масоны/Вольные каменщики (реж. Владислав Старевич, Александр Чаргонин)
- Мещанская трагедия (реж. Вячеслав Висковский)
- Молчи, грусть… молчи… (реж. Пётр Чардынин, Чеслав Сабинский, Вячеслав Висковский)

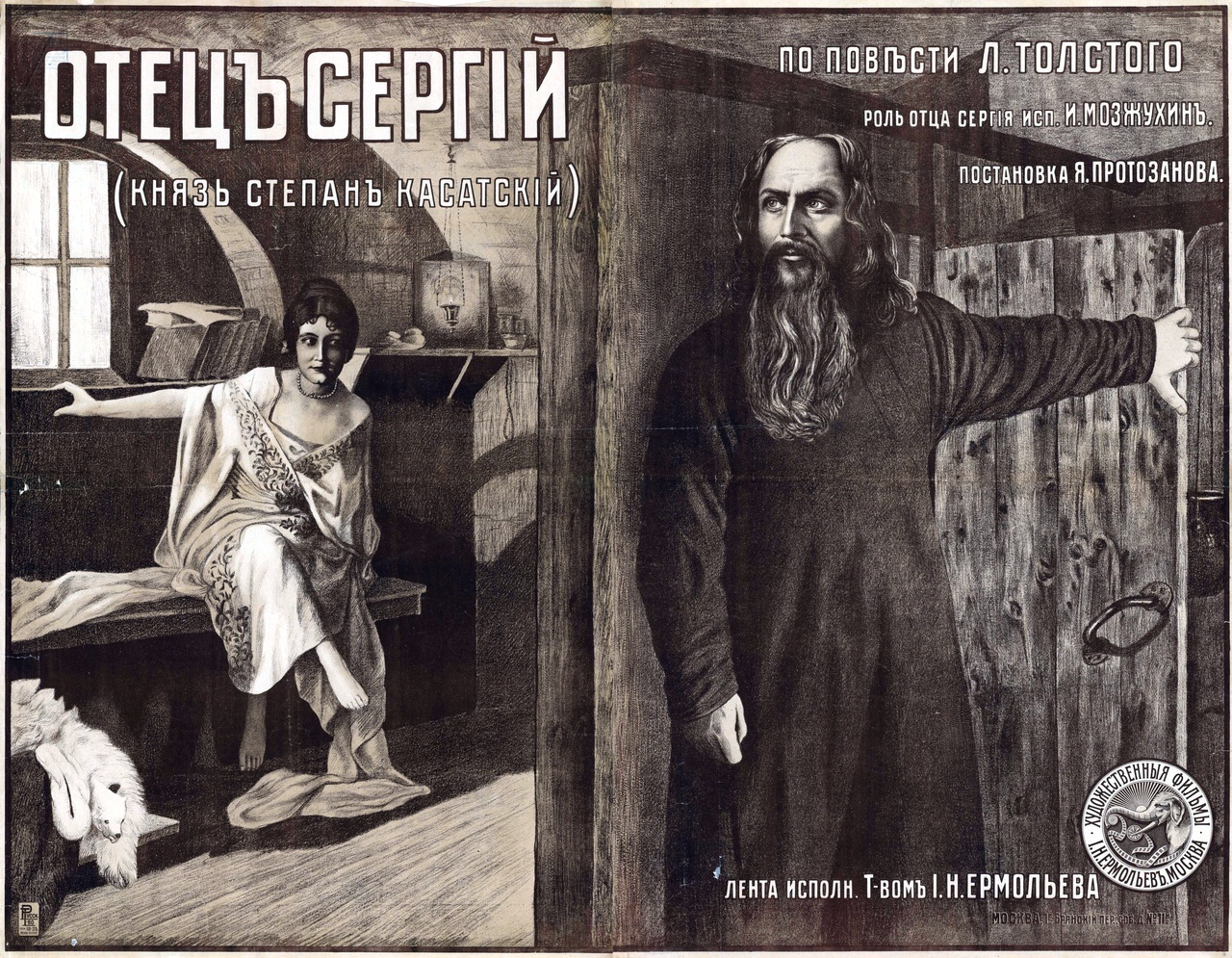

- Не уступлю/Счастья своего не уступлю/Сфинкс/Дневник Нелли (реж. Александр Ивановский)
- Отец Сергий (Князь Касатский) (реж. Яков Протазанов)
- Подполье, юбил. фильм к 7 ноября 1918 (реж. Владимир Касьянов)
- Проект инженера Прайта (реж. Лев Кулешов)
- Позабудь про камин, в нём погасли огни (реж. Пётр Чардынин)
- Станционный смотритель (реж. Александр Ивановский)
- Стелла Марис/Звезда моря (реж. Владислав Старевич)
- Тереза Ракен (реж. Борис Чайковский)
- Уплотнение (реж. Александр Пантелеев, Николай Пашковский, Анатолий Долинов)
- Хамка (реж. Александр Ивановский)
- Царевич Алексей (реж. Юрий Желябужский)
- Человек у решётки (реж. Яков Протазанов)
- Человек-зверь (реж. Чеслав Сабинский)
- Чёрная сила (реж. Яков Протазанов)
- Честное слово (реж. Иван Перестиани)
- Эпизод любви (реж. Ольга Рахманова)

## Знаменательные события
7 ноября — демонстрация первого советского игрового фильма «Уплотнение»

## Персоналии

### Родились
- 29 января — Джон Форсайт, американский актёр (умер в 2010 году).
- 20 февраля — Игорь Шатров, советский кинооператор, кинорежиссёр, сценарист, заслуженный деятель искусств СССР (умер в 1991 году).
- 25 марта — Вера Орлова, советская российская актриса театра и кино, народная артистка РСФСР (умерла в 1993 году).
- 24 мая — Аги Месарош, венгерская актриса театра, кино и телевидения (умерла в 1989 году).
- 26 июня — Йиржи Крейчик, чешский режиссёр, сценарист, актёр и продюсер (умер в 2013 году).
- 14 июля — Ингмар Бергман, шведский режиссёр театра и кино, сценарист, писатель (умер в 2007 году).
- 12 декабря — Ло Вэй, гонконгский режиссёр, сценарист, актёр и продюсер (умер в 1996 году).